# 13438 Marthanalexander
13438 Marthanalexander este un asteroid din centura principală de asteroizi.

## Descriere
13438 Marthanalexander este un asteroid din centura principală de asteroizi. A fost descoperit pe 7 decembrie 1999 la Socorro, în cadrul proiectului LINEAR. Asteroidul prezintă o orbită caracterizată de o semiaxă mare de 2,25 ua, o excentricitate de 0,12 și o înclinație de 2,2° în raport cu ecliptica.